# Comté de Somerset (Maine)
Pour les articles homonymes, voir Comté de Somerset.
Le comté de Somerset est un comté de l'État du Maine aux États-Unis. Son siège est Skowhegan. Selon le recensement de 2010, sa population est de 52 228 habitants.

## Géographie
Le comté a une superficie de 10 607 km2, dont 10 170 km2 est de terre.

### Comtés et municipalités régionales de comté limitrophes
| Montmagny Les Etchemins   | Comté d'Aroostook |                                         |
| Beauce-Sartigan Le Granit | Comté de Somerset | Comté de Piscataquis Comté de Penobscot |
| Comté de Franklin         | Comté de Kennebec | Comté de Waldo                          |